# ダーウィン・アワード
『ダーウィン・アワード』（The Darwin Awards）は、アメリカ合衆国のコメディ映画。
ダーウィン賞という、「愚かな死に方」をしたことによって己の劣った遺伝子を自ら淘汰し、人類の進化に貢献した人に贈られるブラックジョーク要素を持つ賞をもとに製作された。2006年にサンダンス映画祭で公開。ロックバンドのメタリカがカメオ出演している他、科学実験番組『怪しい伝説』のアダム・サヴェッジとジェイミー・ハイネマンのコンビが出演している。日本では作品の公開にあわせて日本版ダーウィン賞が発表、SHIBUYA 109にて授賞式が行われた。PG-12指定。

## あらすじ
映画は大学生が卒業研究のドキュメンタリーとして、主人公マイケル・バロウズを撮影するシーンから始まる。随所に学生のカメラから撮影したカットが盛り込まれている。
愚かな死に方をした人に贈られるダーウィン賞マニアでサンフランシスコ市警のマイケル・バロウズは、犯人を取り逃がし保険会社に転職し、保険調査員シリ・テイラーとコンビを組む。
保険者の死因について、ダーウィン賞のような愚かな死に方をしたと主張するバロウズにテイラーは困惑したが、彼の手腕が明らかになるにつれ徐々に親しくなり、さまざまな保険者の死因を推理する。
やがて、二人はある晩関係をもったが、次の日には価値観の相違から破局。そんな時にかつて取り逃がした犯人が現れる…。

## キャスト
| 役名               | 俳優                     | 日本語吹替 |
| ------------------ | ------------------------ | ---------- |
| マイケル・バロウズ | ジョセフ・ファインズ     | 藤原啓治   |
| シリ・テイラー     | ウィノナ・ライダー       | 小林さやか |
| ジョリーン         | ジュリエット・ルイス     | 浅野まゆみ |
| ハーヴェイ         | デヴィッド・アークエット | 咲野俊介   |
| トム               | クリス・ペン             | 遠藤純一   |

- その他の声の吹き替え：小野健一／魚建／杉山大／西凛太朗／野沢由香里／田坂浩樹／武田華／櫛田泰道／古宮吾一／木下紗華／岐部公好／安齋龍太／林香織／三浦潤也／永木貴依子／田村健亮／前野智昭